# Novella Calligaris
Novella Calligaris (Padova, 27. prosinca 1954.) je bivša talijanska plivačica.
Trostruka je osvajačica olimpijskih medalja i svjetska prvakinja u plivanju.
Godine 1986. primljena je u Kuću slavnih vodenih sportova.